# Víctor Centurión
Víctor Centurión (Yataity del Norte; 24 de febrero de 1986) es un futbolista paraguayo. Ha jugado  como portero y anteriormente  jugaba en Rubio Ñu.

## Trayectoria
Centurión inició sus pasos en Club Sportivo Iteño en 2005, para luego pasar por el Tacuary, el cual estuvo 2 años. Ya en 2008 es fichado por Libertad, hasta que se confirma su traspaso en Sol de América, en el cual quedó hasta 2010. Luego volvió a su club Tacuary. Después emigró a Colombia para fichar por el Deportivo Cali, hasta que finalmente se queda en el Club Olimpia. Luego de un partido contra Cerro Porteño por el Torneo Apertura, Centurión fue titular de aquel entonces y gracias a sus grandes atajadas, fue muy tenido en cuenta por la afición y por el técnico Francisco "Chiqui" Arce.

## Clubes
| Club                        | País     | Año         |
| --------------------------- | -------- | ----------- |
| Sportivo Iteño              | Paraguay | 2005 - 2006 |
| Tacuary                     | Paraguay | 2006 - 2008 |
| Libertad                    | Paraguay | 2008 - 2009 |
| Sol de América              | Paraguay | 2009 - 2010 |
| Tacuary                     | Paraguay | 2010        |
| Deportivo Cali              | Colombia | 2011 - 2012 |
| Olimpia                     | Paraguay | 2012 - 2016 |
| Sportivo Luqueño            | Paraguay | 2017        |
| Guaraní                     | Paraguay | 2017 - 2019 |
| Sol de América              | Paraguay | 2019-2021   |
| Rubio Ñu                    | Paraguay | 2021-2021   |
| AO Trikala                  | [ 1 ]    | 2021-2022   |
| Santani                     | Paraguay | 2022-2023   |
| Actualmente esta sin equipo |          |             |

### Campeonatos obtenidos
| Copa               | País     | Resultado | Partidos | Goles |
| ------------------ | -------- | --------- | -------- | ----- |
| Copa Paraguay 2018 | Paraguay | Campeón   | 5        | 0     |

## Palmarés
| Título          | Club           | País     | Año  |
| --------------- | -------------- | -------- | ---- |
| Torneo Clausura | Olimpia        | Paraguay | 2015 |
| Copa Paraguay   | Guaraní        | Paraguay | 2018 |
| Copa Colombia   | Deportivo Cali | Colombia | 2010 |